# Bon Scott

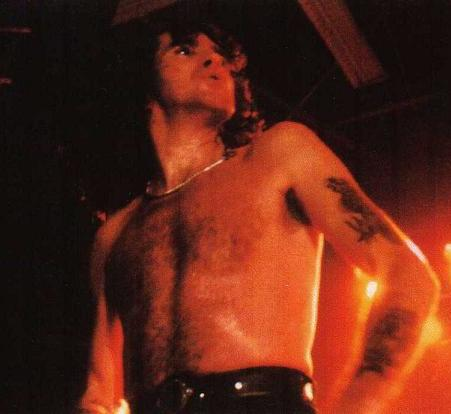
Bon Scott bei einem AC/DC-Konzert im Jahr 1979

Ronald Belford „Bon“ Scott (* 9. Juli 1946 in Forfar, Angus, Schottland; † 19. Februar 1980 in London) war ein britisch-australischer Sänger und Songwriter. Bekanntheit erlangte er als Sänger der australischen Rock-Band AC/DC von 1974 bis zu seinem Tod im Februar 1980. Der Spitzname „Bon“ hat seinen Ursprung in dem Begriff Bonnie Scotland für „prächtiges Schottland“.

## Biografie
Scott lebte mit seinen Eltern Charles Belford und Isabelle Scott, die sich in Kirkcaldy kennengelernt hatten, im schottischen Kirriemuir in der Nähe von Forfar, bis die Familie 1952 nach Australien auswanderte. Das erstgeborene Kind der Scotts namens Sandy starb kurz nach der Geburt, Bruder Derek 1949, geboren in Schottland und Graeme, 1953 geboren in Australien folgten. Zunächst zogen sie nach Sunshine/Melbourne und 1956 nach Fremantle, wo Scott Schlagzeug und Dudelsack in der Coastal Scottish Pipe Band WA spielen lernte. Die Schule verließ er mit 15 Jahren und schlug sich mit verschiedenen Jobs als Postbote, Lkw-Fahrer, Krabbenfischer, Anstreicher und Barkeeper durch.
Sein erstes künstlerisches Engagement hatte er mit der Band The Spektors, in der er sowohl sang als auch Schlagzeug spielte. 1967 wechselte er zu The Valentines, deren Co-Leadsänger er war und erste Chart-Erfolge hatte. Nachdem er nach Adelaide gezogen war, stieg er bei der Psychedelic-Blues-Band Fraternity ein, für die er sang und Flöte spielte. Mit dieser Band nahm er zwei Alben auf. 1973 spielte die in Fang umbenannte Band ein Konzert mit Geordie, der Band seines späteren Nachfolgers bei AC/DC, Brian Johnson. 
Im Jahr 1972 heiratete Scott Irene Thornton, die er nach einem Konzert kennengelernt hatte. Die Ehe war kinderlos und wurde 1977 geschieden. Anfang 1974 überstand er einen schweren Motorradunfall.

### Einstieg bei AC/DC
1974 wurde Scott Sänger von AC/DC und ersetzte Dave Evans. Nach Angaben des Co-Sängers von The Valentines, Vincent Lovegrove, vermittelte dieser Scott der Band; teilweise ist jedoch auch zu lesen, Scott sei durch eine Zeitungsannonce auf AC/DC aufmerksam geworden.
Mit Erfolgen wie T.N.T., Whole Lotta Rosie und Highway to Hell erlangten Scott und AC/DC Weltruhm.
Scott hatte eine Vorliebe für schnelle Autos wie den Porsche 911. Ebenso notorisch waren seine Alkoholexzesse. Die ausgedehnten Tourneen mit AC/DC durch Europa und die USA stand Scott gegen Ende der 1970er Jahre immer häufiger nur noch mit Hilfe von Aufputsch- und Beruhigungsmitteln durch. Auf der ausgedehnten Highway-to-Hell-Welttournee spielten AC/DC u. a. am 1. September 1979 gemeinsam mit den Scorpions, Cheap Trick, Molly Hatchet und The Who ein Open-Air-Konzert am Nürnberger Zeppelinfeld. Teile der Tournee (u. a. vom Konzert in Paris) wurden gefilmt und als Kinofilm Let There Be Rock veröffentlicht. Das letzte Live-Konzert von AC/DC mit Bon Scott fand am 27. Januar 1980 im britischen Southampton statt. Es folgten noch ein TV-Auftritt bei der britischen TV-Sendung Top of the Pops am 7. Februar – die Band spielte dort den Song Touch Too Much – und ein TV-Auftritt in Madrid am 9. Februar 1980.

### Letzte musikalische Arbeit und Tod
Sechs Tage vor seinem Tod entstand Scotts letzte Aufnahme während einer Jam-Session mit der Band Trust in London, wobei sie den AC/DC-Klassiker Ride On von 1976 spielten. Bon Scotts letzte musikalische Arbeit war zum einen die Übersetzung der 2. Trust LP 'Repression' vom Französischen ins Englische, sowie die handschriftliche Niederschreibung der Lieder auf liniertes Papier in sein Notizbuch, die kurze Zeit später unter 'Back in Black' veröffentlicht wurden. Noch bevor man Bon Scott am Morgen des 19. Februar 1980 tot aufgefunden hatte, sind diese Lyrics wie auch verschiedene andere persönliche Dinge des Sängers aus seinem Londoner Appartement abhandengekommen. Trust widmeten Bon Scott später den Song Your Final Gig auf dem 1982 erschienenen Album Savage.
Am Abend des 18. Februar 1980, während bereits die Arbeiten am neuen Album in London begannen, ging Scott mit seinem Freund Alistair Kinnear auf Zechtour im Londoner Stadtteil Camden Town. Als sie nach dem alkoholreichen Abend irgendwann in der Nacht vom Club „Music Machine“, dem späteren „Camden Palace“, aus nach Hause fuhren, schlief Scott auf der Rückbank von Kinnears Renault 5 ein. Sein Freund wollte Bon Scott in dessen Apartment in 15 Ashley Court, Westminster, bringen, konnte ihn aber im Auto nicht wecken und fuhr daraufhin zu sich nach Hause in die 67 Overhill Road, East Dulwich, wo er Scott über Nacht auf dem Rücksitz des Autos schlafen ließ. Als er ihn am Morgen wecken wollte, fand er den Sänger leblos vor. Dass Scott an seinem Erbrochenen erstickt sein soll, wird bis heute kolportiert, kann aber nicht bestätigt werden. Im nahegelegenen King’s College Hospital, zu dem Alistair Kinnear Scott brachte, konnte beim Eintreffen nur noch dessen Tod diagnostiziert werden.
Die offizielle Todesursache wurde mit „Alkoholvergiftung“ bzw. „Unfall“ angegeben. Teilweise wird jedoch die Theorie vertreten, dass der Tod von Bon Scott durch Erfrieren im Auto eingetreten sei. Der Journalist Jesse Fink wiederum vertrat 2017 die These, Scott sei an einer Überdosis Heroin gestorben.

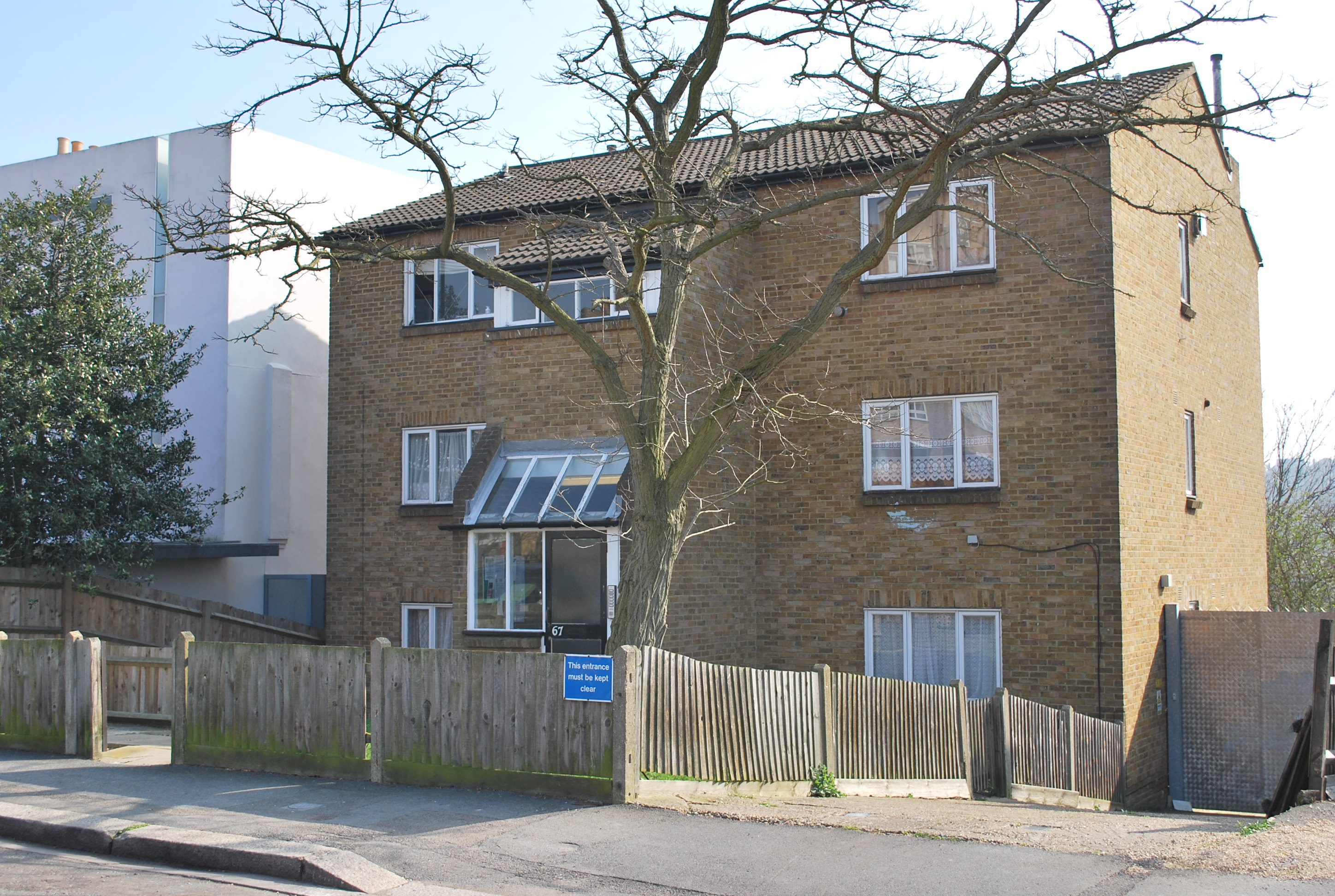
67 Overhill Road

Nach seinem Tod widmeten AC/DC ihm mit dem neuen Sänger Brian Johnson das Album Back in Black, welches als das am zweithäufigsten verkaufte Album in die Musikgeschichte einging.

## Grabstätte

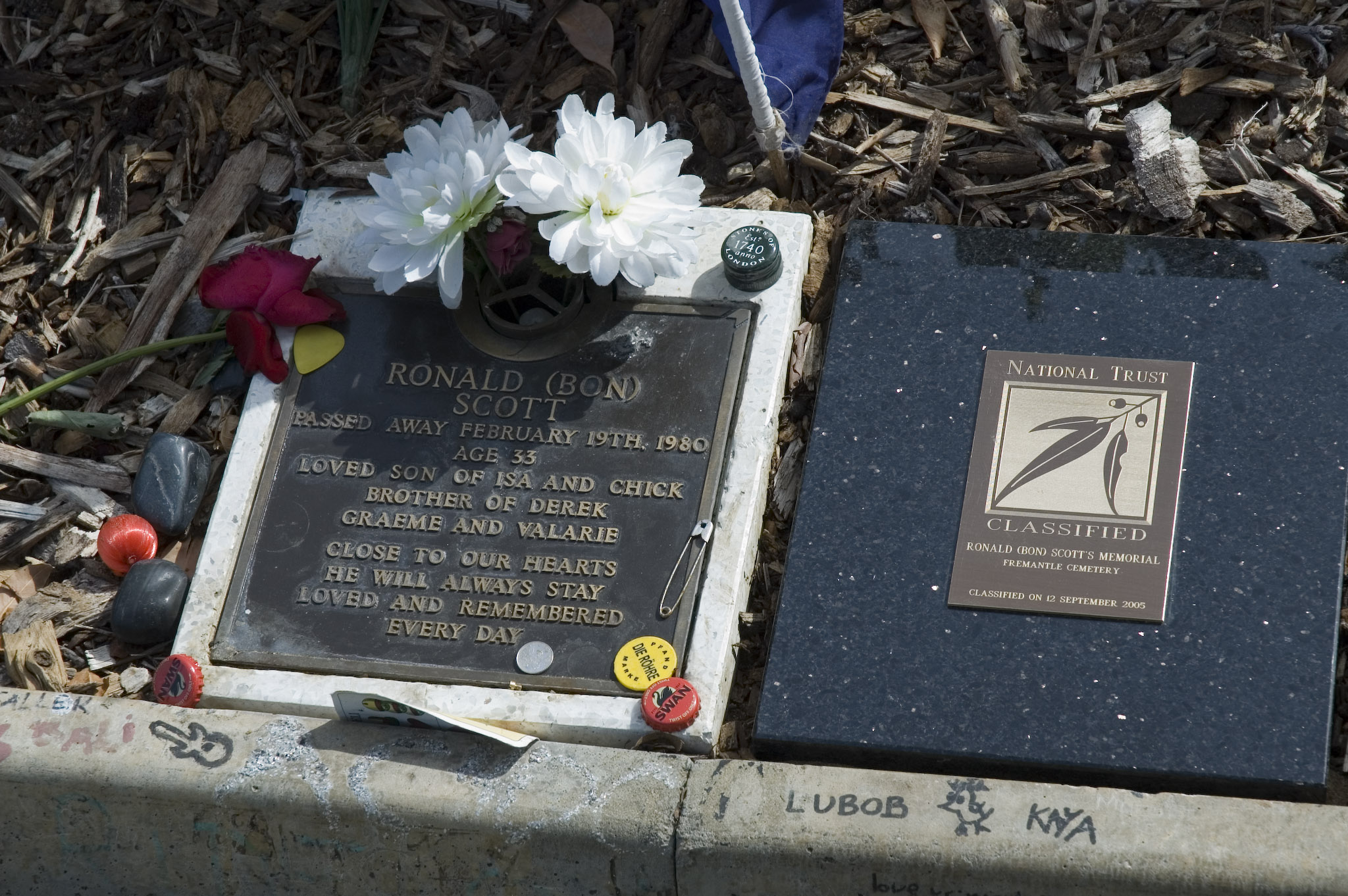
Bon Scotts Grabstätte

Scotts Urne wurde auf dem Fremantle Cemetery’s Memorial Garden in Perth (Australien) beerdigt. Das Grab ist inzwischen im Besitz des National Trust. Auch vierzig Jahre nach Scotts Tod pilgern die Fans zu seinem Grab, veranstalten dort Trinkgelage und hinterlassen zu seinem Gedenken die Verschlüsse ihrer Flaschen auf der Grabplatte (siehe Foto). Kurz vor Scotts 60. Geburtstag entwendeten Unbekannte Ende Juni 2006 die Gedenktafel, die die Familie auf der Grabplatte hatte installieren lassen.

## Statue
Am 25. Oktober 2008 wurde die erste Statue des Sängers im australischen Fremantle enthüllt. Am 30. April 2016 wurde eine lebensgroße Statue des Sängers in der schottischen Stadt Kirriemuir enthüllt.

## Diskografie
Vor AC/DC
1966 The Spektors Gloria
1967 The Valentines: To know you is to love you / Every Day I have to cry some
- 1968: The Valentines: I Can Hear Raindrops,
- 1969: The Valentines: My Old Man’s a Groovy Old Man,
- 1971: Fraternity: Livestock,
- 1972: Fraternity: Flaming Galah,
- 1971: Fraternity: Season of Change,
- 1971: Blackfeather: At the Mountains of Madness
- 1974: Mount Lofty Rangers: Round and Round and Round (Single)

Mit AC/DC
- 1975: High Voltage (Aus.)
- 1976: T.N.T. (Aus.)
- 1976: High Voltage (Intl.)
- 1976: Dirty Deeds Done Dirt Cheap (Aus.)
- 1976: Dirty Deeds Done Dirt Cheap (Intl.)
- 1977: Let There Be Rock (Aus.)
- 1977: Let There Be Rock (Intl.)
- 1978: Powerage
- 1978: If You Want Blood You’ve Got It (Live)
- 1979: Highway to Hell
- 1984: ‘74 Jailbreak
- Die Bonfire-CD-Box wurde zu Ehren von Bon Scott im Jahr 1997 mit bisher unveröffentlichten Live- und Studioaufnahmen und einem Exemplar des „legendären“ „Back In Black“-Albums veröffentlicht.
- Das Album ‘74 Jailbreak wurde 1984 zum zehnjährigen Jubiläum der Band veröffentlicht und beinhaltet Lieder, die auf den internationalen Ausgaben der regulären Alben High Voltage (Aus.) und T.N.T. (Aus.) nicht vorhanden waren.